# Алессандрія-дель-Карретто
Алессандрія-дель-Карретто (італ. Alessandria del Carretto, сиц. Alisandria) — муніципалітет в Італії, у регіоні Калабрія,  провінція Козенца.
Алессандрія-дель-Карретто розташована на відстані близько 400 км на південний схід від Рима, 120 км на північ від Катандзаро, 75 км на північ від Козенци.
Населення — 484 особи (2014).
Щорічний фестиваль відбувається останньої неділі квітня, 3 травня. Покровитель — San Alessandro.

## Демографія
Населення за роками:

Станом на 1 січня 2023 року в муніципалітеті офіційно проживало 7 іноземців з 2 країн.

## Сусідні муніципалітети
- Альбідона
- Кастрореджо
- Черк'яра-ді-Калабрія
- Оріоло
- Платачі
- Сан-Паоло-Альбанезе
- Черсозімо
- Терранова-ді-Полліно